# Microporellus
Microporellus là một chi nấm thuộc họ Polyporaceae.